# Leon Zubrzycki (1888–1940)
Leon Ludomir Zubrzycki (ur. 1 marca 1888 w Tarnopolu, zm. 16–19 kwietnia 1940 w Katyniu) – podpułkownik dyplomowany artylerii Wojska Polskiego.

## Życiorys
Urodził się 1 marca 1888 w Tarnopolu, ówczesnym mieście powiatowym Królestwa Galicji i Lodomerii, w rodzinie Antoniego i Anny. W 1906 złożył maturę w c. k. Wyższym Gimnazjum w Tarnopolu. Następnie rozpoczął studia na Wydziale Prawa Uniwersytetu Franciszkańskiego we Lwowie.
W latach 1912–1913 odbył służbę wojskową w charakterze jednorocznego ochotnika. Ukończył Szkołę Oficerów Rezerwy przy 11 Brygadzie Artylerii Polowej w Stanisławowie. Wziął udział w mobilizacji sił zbrojnych Monarchii Austro-Węgierskiej, wprowadzonej w związku z wojną na Bałkanach. Na stopień kadeta rezerwy został mianowany ze starszeństwem z 1 stycznia 1914 i przydzielony w rezerwie do Dywizjonu Haubic Polowych Obrony Krajowej Nr 43 we Lwowie. W czasie I wojny światowej walczył w szeregach c. k. Pułku Haubic Polowych Nr 43, przemianowanego na c. k. Pułk Artylerii Polowej Nr 143. Awansował na porucznika rezerwy ze starszeństwem z 16 marca 1915, a później nadporucznika rezerwy ze starszeństwem z 1 lutego 1917. W czerwcu 1918 wrócił do Lwowa.
Od listopada 1918 walczył na wojnie z Ukraińcami. W szeregach 2 Pułku Strzelców Lwowskich wziął udział w obronie Lwowa. Od 1 maja do 7 czerwca 1919 w Warszawie był słuchaczem II kursu adiutantów, a następnie został powołany na I kurs Wojennej Szkoły Sztabu Generalnego w Warszawie. 4 grudnia 1919, po ukończeniu kursu, został zaliczony do korpusu oficerów
Sztabu Generalnego i przydzielony do Oddziału I Naczelnego Dowództwa WP. 15 lipca 1920 został zatwierdzony z dniem 1 kwietnia 1920 w stopniu majora, w artylerii, w grupie oficerów byłej armii austro-węgierskiej. W styczniu 1921 został wyznaczony na stanowisko szefa sekcji w Oddziale I ND WP, a w maju tego roku przeniesiony na takie samo stanowisko w Biurze Ścisłej Rady Wojennej. Od 1 czerwca 1921 jego oddziałem macierzystym był 6 Dywizjon Artylerii Konnej we Lwowie. 1 listopada 1921 został przydzielony do Wyższej Szkoły Wojennej w Warszawie, w charakterze słuchacza I kursu doszkolenia. 3 maja 1922 został zweryfikowany w stopniu majora ze starszeństwem od 1 czerwca 1919 i 63. lokatą w korpusie oficerów artylerii. 16 września 1922, po ukończeniu kursu, minister spraw wojskowych na wniosek dowódcy Wyższej Szkoły Wojennej przyznał mu „pełne kwalifikacje do pełnienia służby na stanowiskach Sztabu Generalnego” i przydzielił do Dowództwa Okręgu Korpusu Nr I w Warszawie na stanowisko szefa Oddziału I Sztabu. W październiku 1923 został przydzielony do Inspektoratu Armii Nr II na stanowisko III referenta. 1 grudnia 1924 prezydent RP nadał mu stopień podpułkownika z dniem 15 sierpnia 1924 i 14. lokatą w korpusie oficerów artylerii. W październiku 1926 został przeniesiony do 15 Pułku Artylerii Polowej w Bydgoszczy na stanowisko zastępcy dowódcy pułku. W listopadzie 1927 został przeniesiony do kadry oficerów z równoczesnym przydziałem do Oddziału IV Sztabu Generalnego w Warszawie. W sierpniu 1929 został przeniesiony służbowo do Powiatowej Komendy Uzupełnień Równe na stanowisko komendanta. W styczniu 1930 został zwolniony z zajmowanego stanowiska i oddany do dyspozycji dowódcy Okręgu Korpusu Nr II, a z dniem 30 czerwca 1930 przeniesiony w stan spoczynku. W 1934, jako oficer stanu spoczynku pozostawał w ewidencji Powiatowej Komendy Uzupełnień Warszawa Miasto III. Posiadał przydział do Oficerskiej Kadry Okręgowej Nr I. Był wówczas „przewidziany do użycia w czasie wojny”. Mieszkał w Warszawie przy ul. Marymonckiej 5a m. 31.
Na początku września 1939 został zmobilizowany do Szefostwa Komunikacji Naczelnego Wodza. 22 września 1939 we wsi Werba dostał się do sowieckiej niewoli. Początkowo przebywał w Obozie NKWD w Putywlu, a następnie w obozie w Kozielsku. Między 15 a 17 kwietnia 1940 został przekazany do dyspozycji naczelnika Zarządu NKWD Obwodu Smoleńskiego. Między 16 a 19 kwietnia 1940 zamordowany w Katyniu i tam pogrzebany. Od 28 lipca 2000 spoczywa na Polskim Cmentarzu Wojennym w Katyniu.

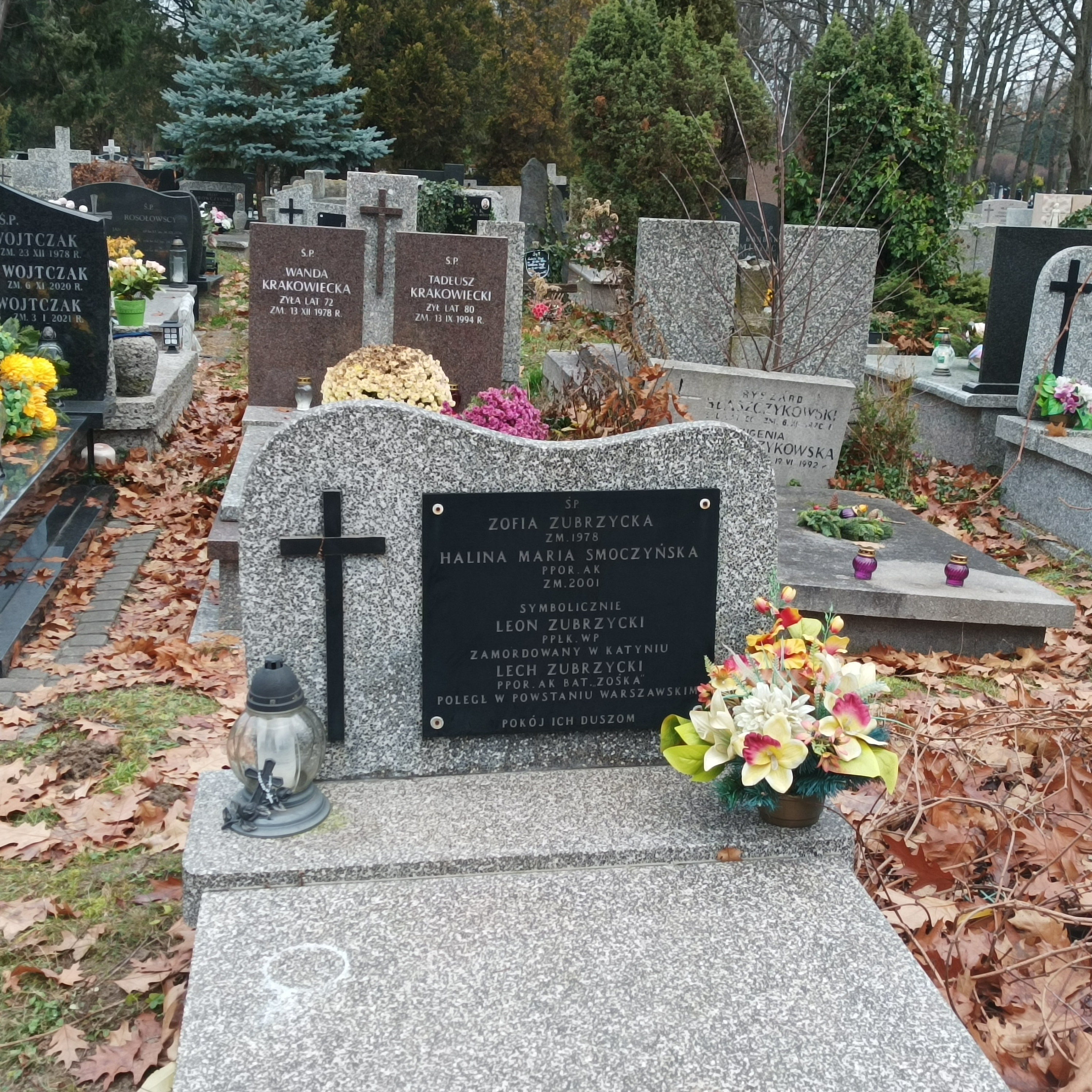
Grób symboliczny Leona Zubrzyckiego na Cmentarzu Komunalnym Północnym w Warszawie

5 października 2007 minister obrony narodowej Aleksander Szczygło mianował go pośmiertnie na stopień pułkownika. Awans został ogłoszony 9 listopada 2007, w Warszawie, w trakcie uroczystości „Katyń Pamiętamy – Uczcijmy Pamięć Bohaterów”.
Jego symboliczny grób znajduje się na Cmentarzu Komunalnym Północnym w Warszawie
.
Był żonaty z Zofią Kolbuszewską (zm. 1978), z którą miał syna Leona Zbigniewa, ps. Lech (1918–1944), podporucznika broni pancernych rezerwy Wojska Polskiego, i córkę Halinę Marię, ps. Mruczek (1925–2001), podporucznika Armii Krajowej.

## Ordery i odznaczenia
- Krzyż Walecznych[34][35][36][37][38]
- Srebrny Krzyż Zasługi[2]
- Brązowy Medal Zasługi Wojskowej z mieczami na wstążce Krzyża Zasługi Wojskowej[9]
- Srebrny Medal Waleczności 1 klasy[9]
- Srebrny Medal Waleczności 2 klasy[9]
- Krzyż Pamiątkowy Mobilizacji 1912–1913[9]

25 października 1937 Komitet Krzyża i Medalu Niepodległości odrzucił wniosek o nadanie mu tego odznaczenia „z powodu braku pracy niepodległościowej”.